# Yariulvis Cobas
Yariulvis Cobas (Guantánamo, 18 augustus 1990) is een Cubaanse roeister. Ze nam deel aan de skiff op de Olympische Zomerspelen 2012 in Londen en werd derde in de C finale en 15e. Na een afwezigheid van 12 jaar op de Olympische Spelen deed Cobas mee aan de Olympische Zomerspelen 2024 in Parijs waar ze als derde in de E finale eindigde en daardoor als 27e overal.